# وستهاف (تگزاس)
وستهاف (به انگلیسی: Westhoff) یک منطقهٔ مسکونی در ایالات متحده آمریکا است که در شهرستان دویت، تگزاس واقع شده‌است.